# August Kubizek
August "Gustl" Friedrich Kubizek (Linz, 3 de agosto de 1888 – Eferding, 23 de outubro de 1956) foi um condutor musical austriaco conhecido por ter sido um amigo de adolescência de Adolf Hitler na época em que ambos viviam em Linz (Áustria).

## Biografia
August Kubizek nasceu em Linz, na Áustria, em agosto de 1888, sendo de ascendência checa e de alemães dos Sudetos. Batizado católico, ele era filho de Michael Kubíček e Maria Panholzer-Bláhová e tinha três irmãs (Maria, Therese e Karoline) que morreram na infância. Kubizek, mais tarde, afirmou que isso foi um fator em comum que ele tinha com Adolf Hitler, que perdeu quatro irmãos ainda jovem.
Kubizek e Hitler se conheceram em Linz, num teatro (Landesbühne). Ambos compartilhavam um amor por Richard Wagner e se tornaram amigos ainda muito jovens, chegando, posteriormente, a partilhar um quarto em Viena enquanto buscavam admissão na faculdade. Eles se tornaram bem próximos e frequentavam orquestras rotineiramente. Esperava-se que Kubizek seguiria a carreira do pai, como estofador, mas ele queria ser, em segredo, maestro numa orquestra. Com apoio de Hitler, Kubizek tentou seguir este sonho, ouvindo enormes quantidades de música clássica, chegando a estudar formalmente o assunto. Porém, para se tornar um maestro, ele precisava de ensino superior, mas só havia curso universitário de música em Viena. Novamente, por insistência de Hitler, Kubizek continuou a perseguir este sonho, o que mudou a vida dele.
Kubizek foi então aceito no Conservatório de Viena, onde ele conquistou certo destaque. Hitler, porém, não foi aceito na universidade de artes, fato que ele escondeu do amigo por um tempo. Hitler cortou relações com Kubizek em 1908, na época que virou mendigo. Em 1912, ele completou seus estudos e foi contratado como maestro em Marburg, em Drau (na época na Áustria). Mais tarde ofereceram a ele um emprego num Stadttheater em Klagenfurt, mas sua carreira musical terminou quando a Primeira Guerra Mundial começou. Antes de partir para o fronte, ele se casou com Anna Funke (7 de outubro de 1887 – 4 de outubro de 1976), uma violinista de Viena, com quem teve três filhos (Augustin, Karl Maria e Rudolf). Durante a guerra, entre 1914 e 1918, Kubizek serviu na reserva do Exército Austro-Húngaro. Na campanha de inverno nos Cárpatos de 1915, ele foi ferido em Eperjes, então na Hungria, e foi evacuado para Budapeste para tratamento médico. Após meses de convalescença, ele voltou para o fronte e foi servir num corpo mecanizado em Viena. Após a guerra, Kubizek aceitou um cargo como funcionário do conselho municipal de Eferding, na Alta Áustria, mantendo a música como passatempo.
No começo da década de 1920, Kubizek leu sobre Hitler no jornal Münchner Illustrierte. Depois disso, ele passou a seguir a carreira política do antigo amigo com afinco, mas não tentou contacta-lo até 1933, quando Hitler virou Chanceler da Alemanha, mandando para ele uma mensagem de parabéns. Em 4 de agosto de 1933, Kubizek ficou surpreso ao receber uma resposta de Hitler, escrevendo para o velho amigo "Gustl", dizendo: "Eu deveria estar muito feliz... de reviver mais uma vez com você essas memórias dos melhores anos da minha vida." Em abril de 1938, já como Führer da Alemanha, Hitler visitou a cidade de Linz, trinta anos após ter cortado contato com Kubizek. Os dois se encontraram no Hotel Weinzinger e conversaram por mais de uma hora. Hitler ofereceu ao amigo uma posição de destaque numa orquestra, mas Kubizek educadamente recusou. Porém, Hitler insistiu em financiar os estudos dos filhos dele, na Anton Bruckner Privatuniversität. Em 1939 e 1940, a convite de Hitler, Kubizek compareceu ao Festival de Bayreuth.
Em 1938, Kubizek foi contatado pelo Partido Nazista para participar de dois folhetos de propaganda chamados de "Reminiscências". Num destes folhetos, Kubizek afirmou que Hitler, na sua adolescência, era apaixonado por uma menina chamada Stefanie Rabatsch e chegou a escrever poemas para ela, mas nunca mandou um. O historiador John Toland afirmou que quando Stefanie soube disso, ela ficou chocada.
Kubizek e Hitler se encontraram pela última vez em 23 de julho de 1940, embora Hitler tenha enviado uma cesta de frutas para o aniversário da mãe de Kubizek em 1944. Em 1940, após a conquista da Polônia e da França, numa carta que mandou para Kubizek, Hitler afirmou: "Esta guerra nos atrasará muitos anos em nosso programa de construção. É uma tragédia. Eu não me tornei chanceler do Grande Reich Alemão lutar guerras." Quando a maré do conflito começou a virar contra Hitler, Kubizek, que evitou a política durante toda a vida, tornou-se membro do Partido Nazista em 1942, como um gesto de lealdade ao amigo.
Em dezembro de 1945, Kubizek reuniu sua coleção de lembranças que Hitler lhe dera durante a juventude e as escondeu cuidadosamente no porão de sua casa em Eferding. Ele foi preso pelo exército dos Estados Unidos pouco depois e foi mantido em Glasenbach, sendo interrogado pela inteligência americana. Sua casa foi revistada, mas a correspondência e os desenhos de Hitler não foram encontrados. Ele foi liberado em 8 de abril de 1947. Em 1951, Kubizek, que havia rejeitado outras ofertas do pós-guerra para escrever suas memórias, concordou em publicar um livro chamado Adolf Hitler, mein Jugendfreund ("Adolf Hitler, Meu Amigo de Infância"). O livro tinha vinte e quatro capítulos e 352 páginas. O livro causou certa polêmica, com Kubizek escrevendo no epílogo: "Embora eu, um indivíduo fundamentalmente apolítico, sempre tenha me mantido distante dos eventos políticos do período que terminou para sempre em 1945, nenhum poder na terra poderia me obrigar a negar minha amizade com Adolf Hitler."
Em 8 de janeiro de 1956, Kubizek foi nomeado o primeiro membro honorário da Musikverein em Eferding. Ele morreu em 23 de outubro de 1956, aos 68 anos, em Linz e está enterrado em Eferding, na Alta Áustria.